# 벤디 판 데이크
벤디 판 데이크(Wendy van Dijk, 1971년 1월 22일 ~ )는 네덜란드의 배우, 사회자이다.

## 출연 작품
- 러브 이즈 올 (2007)
- 오렌지 유니폼 (2004)